# غول شبك (الجميمة)

تعديل مصدري - تعديل

غول شبك هي إحدى قرى عزلة مسويا بمديرية الجميمة التابعة لمحافظة حجة، بلغ تعداد سكانها 154 نسمة حسب تعداد اليمن لعام 2004.